# アオウオ
アオウオ（青魚、Mylopharyngodon piceus、中国語：青魚、青鱼 チンユイ、qīngyú）は、コイ目コイ科クセノキプリス亜科に分類される中国原産の淡水魚で、中国四大家魚のひとつ。和名は中国語での標準名である青魚の訓読みによる。

## 概要
ソウギョ、ハクレン、コクレンと共に中国の「四大家魚」と称され、食用にされる。成長すると最大2m近くなる。体長、体重が大きいので、スポーツフィッシングの対象として楽しむ人もいる。日本国内でも1.6mおよそ60kgの大型のサイズが釣られた記録がある。
体色がコイに比べ青みがかっているのでこの名があるが、中国語の「青」は濃紺色を指すことが多く、どちらかと言えば黒い。腹部は白灰色。
形態はコイに似るが、コイと比べて、腹部がふくらんでおらず、背びれが小さく、腹びれが大きく、ヒゲはない。体長は体高の3.9倍程度と、全体に細長い。背びれの軟条は7-9本、しり鰭の軟条は8-10本。口は下方に伸長し、水底にある餌を吸い込むのに適している。貝類や甲殻類を中心とした底生生物を主食とし、食性はコイに似る。稚魚はプランクトンを食べる。冬場にはゴカイ類も食する。

## 名称
中国における別名・地方名に、「烏青」、「螺螄青」、「青鯶」（長江流域）、「黒鯇」（広東、広西、河南。広東語：hak1 waan5）、「青根」（東北）、「青棒」（四川）などがある。台湾では、「烏鰡」（台湾語：o͘-liu）、「鰡仔」（台湾語：liu-á）という。これらの内、「烏」は「黒い」という意味で、「棒」や「根」は体型からの連想による。
ベトナム語では「黒いコイ」を意味する cá trắm đen（カーチャムデン）という。
ロシア語では「アムール川の黒」を意味する「Чёрный амур」（チョールヌィイ・アムール）と呼ばれる。
漢字の「青魚」は、日本では鯖（サバ）またはイワシ類やサンマなどの魚を表す言葉で、本種の漢字表記はあまりされない。外来種なので「ブラックカープ」と表記されることもある。
「烏鯉」や「黒鯉」は、日本の「野鯉」を指す言葉なので「烏鯉」や「黒鯉」とも表記されない。
中国語で「青鯇」「黒鯇」「烏鯇」と表記されるが「鯇」は中国では「鯉」や「草魚」を意味するが、「鯇」は日本では「ビワマス」を意味する。アオウオは、正式には、日本語の漢字は定まっていない。

## 分布
中国では、黒竜江省以南の、東部平原部の各河川、湖沼に広く分布するが、北部における数は少なく、長江水系以南の地域が主である。水中の中層、下層域に棲む。アムール川(黒竜江)を通じて、ロシアの沿海地方にも少数分布する。他に、台湾、ベトナムにも分布する。
日本へは、コクレンと同様にハクレンとソウギョを移入した際に混じってきた外来種と考えられている。日本では他の3種と共に利根川水系で繁殖しているが、数は少ない。
2011年1月24日に戸田競艇場にて体長153cm、体重50kgのものが死んで浮いているのが見つかった。同所では1960〜1970年に大量発生したアオコを除去するため放流した記録があるという。
日比谷公園の「鶴の池」に体長1mを超える魚が生息しており、アオウオではないかと推測されていたが、2009年7月6日放映の「飛び出せ!科学くん」(TBS系)で、体長1.4mのアオウオが生息している模様が紹介された。
さいたま水族館の庭池には唯一ピンク色のアオウオがいて、「ピンクちゃん」という名前で呼ばれている。
アメリカ合衆国では、カタツムリ防除を目的に移入され、ミシシッピ川水系で繁殖していることが確認されている。軟体動物などの生態系への影響の懸念から、レイシー法(Lacey Act)の有害種に2007年に指定されており、生きた状態での輸送やリリースは禁止されている。
ウクライナや中央アジアにも移入されていて、黒海、ドナウ川などでも発見されている。

## 養殖
比較的早く成長し、食用としてうま味もあるので、中国では華南を中心に、ソウギョなどと同じ養殖池を使って養殖されることが多い。四大家魚の中では最も少ないが、2010年には42.4万トンが出荷された。省別では、湖北省（8.5万t）、江蘇省（7.0万t）、湖南省（5.8万t）、安徽省（5.6万t）、江西省（3.6万t）の順であった。

## 利用

### 食用
白身魚であるが、味は比較的濃厚である。他のコイ科の魚と同様に、分岐した小骨が多いので、食べる際には注意が要る。中国料理では、鍋料理、煮物などの素材として使うことが多い。
江蘇料理の「焼划水」(シャオホアシュイ)には、アオウオの尾に近い部分が使われることが多く、この部分のみを数尾分集めて甘辛く煮付ける。
清の王士雄の薬膳料理に関する著書『随息居飲食譜』には「青魚鮓」という食品が紹介されている。なれずしではなく、塩と酒粕に漬けた粕漬けである。『金匱要略』で、これとコエンドロ、フユアオイ、麦味噌は合食禁としている。粕漬けは現代も作られており、浙江料理や江蘇料理に使う「糟青魚干」はアオウオを鱗ごと開きにして、塩をすり込み、陰干しにした後、酒粕に4ヶ月程度漬け込んだものである。食べる際には1時間程度蒸して、柔らかくして食べるのが良いとされるが、油で焼いたり、煮たりする料理もある。

### 薬用
肉を薬膳材料、強壮薬などに利用するほか、後頭骨を中国医学では「青魚枕」(せいぎょちん)と、胆嚢を「青魚胆」(せいぎょたん)と称して生薬として利用する。
後頭骨は蒸してから、天日干しにする。琥珀の代用にされ、水気を平常にもどすとされる。
胆は陰干しにして保存する。清熱、青魚胆の性味は、『本草綱目』で苦、寒とされ、消炎、明目の効用がある。李氏朝鮮の『東医宝鑑』は、青魚胆と明礬を混ぜて保存し、使う際に百草霜、塩、酢を加えて、アヒルの羽毛に付けて、痰を取り出す方法を載せている。